# Zouina
Zouina, parfois transcrit Zwina (زوينة), est un prénom féminin arabe, diminutif de Zina.
En France, d'après le RNIPP de l'Insee, ce prénom a été donné pour la première fois en 1948 ; depuis lors et jusqu'en 2007, 354 bébés ont reçu ce prénom, avec une moyenne de 5,9 bébés par an, et un pic de 18 bébés en 1964, date à laquelle sa popularité a dépassé pour l'unique fois les 4 filles pour 100 000. Zouina est au 6893e rang des prénoms qui ont été le plus donnés en 2007, avec 5 naissances, et le 7484e en 2005 avec 4 naissances ; depuis 1900, c'est le 4010e prénom le plus donné pour une fille. À l'heure actuelle, les personnes portant ce prénom sont âgées en moyenne de 35 ans ou 44 ans selon les sources.
Il est notamment porté par la femme de lettres Zouina Benhalla, et par le personnage principal du film Inch'Allah dimanche de Yamina Benguigui (2001), interprété par Fejria Deliba.